# Хакен, Герман
Ге́рман Ха́кен (нем. Hermann Haken; 12 июля 1927, Лейпциг, Саксония, Свободное государство Пруссия, Веймарская республика — 14 августа 2024) — немецкий физик-теоретик, основатель синергетики.

## Биография
Изучал физику и математику в Галле-Виттенбергском университете (1946—1948) и Университете Эрлангена — Нюрнберга (1948—1950), получив степени доктора философии и доктора естественных наук. С 1960 по 1995 год являлся профессором теоретической физики Штутгартского университета. До ноября 1997 года был директором Института теоретической физики и синергетики Штутгартского университета. С 1995 года являлся профессором-эмеритом и возглавлял Центр синергетики в этом институте, а также вёл исследования в Центре по изучению сложных систем в университете Флориды (Бока Рэтон, США). Основатель и редактор шпрингеровской серии по синергетике.
Умер 14 августа 2024 года в возрасте 97 лет.

## Труды
- Хакен Г. Синергетика. — М.: Мир, 1980. — 406 с.
- Хакен Г. Квантополевая теория твёрдого тела. — М.: Наука, 1980. — 344 с.
- Хакен Г. Синергетика. Иерархии неустойчивостей в самоорганизующихся системах и устройствах. — М.: Мир, 1985. — 424 с.
- Хакен Г. Лазерная светодинамика. — М.: Мир, 1988. — 350 с.
- Хакен Г. Информация и самоорганизация. Макроскопический подход к сложным явлениям. — М.: Мир, 1991. — 240 с.
- Хакен Г. Принципы работы головного мозга: Синергетический подход к активности мозга, поведению и когнитивной деятельности. — М.: Per Se, 2001. — 353 с.
- Хакен Г. Тайны восприятия. Синергетика как ключ к мозгу. — Ижевск: ИКИ, 2002. — 272 с.
- Хакен Г. Тайны природы. Синергетика: учение о взаимодействии. — Ижевск: ИКИ, 2003. — 320 с.
- Список трудов в Национальной библиотеке Германии.